# Mario Piave
Mario Piave, nome d'arte di Domenico Serughetti (Grumello del Monte, 24 febbraio 1940 – Roma, 4 maggio 1979), è stato un attore italiano, attivo in cinema, televisione e teatro.

## Biografia

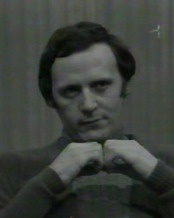
Mario Piave in A come Andromeda

Come attore televisivo nel 1963 fece parte del cast dello sceneggiato televisivo diretto da Sandro Bolchi Il mulino del Po, oltre ad altri popolari sceneggiati dei primi anni settanta come A come Andromeda e I racconti di padre Brown. Per il cinema a metà degli anni settanta è stato interprete di quattro film di genere poliziottesco. In teatro è stato interprete fra l'altro di classici shakespeariani e della Lulù di Frank Wedekind.
Ricordato, oltre che per la sua attività artistica nell'ambito dello spettacolo, anche per la sua relazione sentimentale con Milva, trovò la morte in tragiche circostanze all'età di trentanove anni, dopo che per due volte aveva tentato il suicidio: venne infatti trovato ucciso con cinque colpi di rivoltella nella sua autovettura, ritrovata danneggiata fuori dalla sede stradale nei pressi di Roma, sulla via Ardeatina, in prossimità del bivio di Lavinio in direzione di Ostia. In quel periodo il suo rapporto con la cantante-attrice era già giunto al termine da cinque anni.

## Filmografia

### Cinema
- Milano odia: la polizia non può sparare, regia di Umberto Lenzi (1974)
- Pianeta Venere, regia di Elda Tattoli (1974)
- Il giustiziere sfida la città, regia di Umberto Lenzi (1975)
- La banda del gobbo, regia di Umberto Lenzi (1977)
- Il grande attacco, regia di Umberto Lenzi (1978)

### Televisione
- Il mulino del Po, regia di Sandro Bolchi – miniserie TV (1963)
- L'ospite segreto, regia di Eriprando Visconti – film TV (1967)
- Una pistola in vendita, regia di Vittorio Cottafavi – miniserie TV (1970)
- I racconti di padre Brown, regia di Vittorio Cottafavi – miniserie televisiva, episodio La forma sbagliata (1971)
- A come Andromeda, regia di Vittorio Cottafavi – miniserie TV (1972)
- L'eredità della priora, regia di Anton Giulio Majano – miniserie TV (1980)

## Teatro
- Le mani sporche, di Jean-Paul Sartre, regia di Gianfranco De Bosio, Teatro Carignano di Torino, 24 marzo 1964.
- Lulù, di Frank Wedekind, con Valentina Cortese, Tino Carraro, Renzo Ricci, Luigi Pistilli, Mario Piave, Alida Valli, regia di Patrice Chéreau, prima al Piccolo Teatro di Milano, 3 febbraio 1972.